# José Inácio de Brito
José Inácio de Brito (Ribandar, 10 de agosto de 1806 - 29 de março de 1896) foi um militar luso-Indiano. Participou em três momentos distintos dos conselhos de governo da Índia Portuguesa, entre um governo e outro, tendo já idade avançada, entre 2 e 12 de abril de 1886, entre 1 de novembro e 16 de dezembro de 1886 e entre 27 de abril e 17 de junho de 1889.

## Família
Filho de Constantino José de Brito e de sua mulher Luísa Maria Rosa de Melo de Sampaio, ambos naturais de Goa, casado com Juliana Luísa de Miranda Henriques, batizada a 26 de julho 1817, em Pondá, Goa, falecida a 23 de abril de 1895, em Pangim, Goa, filha de Joaquim José Xavier Henriques e de sua mulher Ana Maria da Silva de Almeida Salema, de quem teve doze filhos (sete filhos e cinco filhas).